# El Satiricón
El Satiricón (o "las Satyrica"; a veces: Satyricon) es una novela satírica romana escrita en latín y atribuida, con polémica, a Petronio. La novela, que ha sobrevivido incompleta y fragmentaria, se considerada una de las primeras en la literatura mundial, combina verso y prosa, latín clásico y vulgar. Está constituida por una narración enmarcada (por lo general, titulada Las aventuras de Encolpio) y tres narraciones incrustadas: Historia del efebo de Pérgamo, el Cuento de la Matrona de Éfeso y la Cena de Trimalción, así como numerosas tramas de todo tipo que se suceden de forma correlativa.
La historia cuenta las aventuras a inicios del Imperio romano (muy probablemente, antes del final del siglo I d. C.) de dos jóvenes, Encolpio y Ascilto, así como del joven amante del primero, el adolescente Gitón. Encolpio ha sido castigado por el dios Príapo haciéndole víctima de una impotencia sexual, mientras que su amigo y rival, Ascilto, ambiciona el amor de Gitón. Durante sus vagabundeos, se les invita a una espléndida fiesta organizada por un rico liberto, Trimalción, de cuya casa logran escapar. Acompañados por el poeta Eumolpo, se embarcan en el barco de Licas y sufren un naufragio, después de una tormenta cerca de Crotona. Encolpio va después al encuentro de Circe, una residente de Crotona pero, golpeado de nuevo de impotencia, decide buscar tratamiento en Enotea, sacerdotisa de Príapo. La historia sigue con diversos fragmentos, de extensiones desiguales.
La identidad del autor del Satiricón sigue siendo objeto de controversia. Está a la vez identificado con alguien cercano al círculo privado de Nerón, con un secretario de Plinio el Joven, con un masaliano (habitante de Masalia, antigua comuna de Marsella) de origen desconocido, o incluso con varios autores diferentes. La autoría de Petronio sobre el Satiricón se ha recuestionado tras el estudio del contexto social y político de la novela. Sobre la base de fuentes de la tradición de la novela griega, concretamente las Historias milesias de Arístides, el Satiricón es el primer antecedente conocido de la novela picaresca. Como innovación literaria en la Antigüedad, podría ser considerada la primera novela europea. La historia de la transmisión del texto hasta nuestros días es compleja: el Satiricón actual surge de una serie de manuscritos cuyos recorridos se desconocen al detalle. La edición princeps del Satiricón se publica bajo el nombre del autor «Petronius Arbiter», en Milán en 1482, pero la primera edición completa de la novela fue publicada en Ámsterdam en 1669.
La identificación genérica, así como el legado de Petronio, se reconocen en el título de la novela. De hecho, es una derivación del latín satura, que significa mezcla, popurrí pero también hace alusión a las historias que versaban sobre los sátiros. La ambigüedad y el doble sentido hacen del Satiricón a la vez una novela acerca del libertinaje sexual y moral, y el receptáculo de narraciones incrustadas que anticipa la novela moderna. A pesar de varias incoherencias narrativas, el Satiricón está escrito en «latín vulgar» y da muestra de la búsqueda estética y sociológica de Petronio.
La trama se basa principalmente en la huida y errancia de los personajes. Estos, y en particular el trío protagonista, son retratados como jóvenes marginales, objetos de la violencia de la sociedad y de las mujeres. Novela también sobre la homosexualidad y el homoerotismo, los detalles que proporciona Petronio en ella nos han permitido tener una visión más amplia de las costumbres romanas. El Satiricón se concibe como un mensaje a la civilización. Por la descripción que hace de la decadencia y la vida marginal, su autor testimonia el desarraigo de la juventud romana antigua, presa de la violencia y la ambigüedad. Considerada también la novela de los libertos, la observación satírica se suma a una parodia constante hecha a los grandes textos grecorromanos clásicos, en particular a la Odisea.
Petronio describe el mundo, los comportamientos y la vida diaria romana a la manera de un naturalista. Sus personajes, especialmente en su psicología y sus relaciones interpersonales, alcanzan una dimensión moderna. El Satiricón ha influido profundamente la literatura mundial y ha sido adaptada a cine, entre otros por el director italiano Federico Fellini en 1969, así como a novela gráfica y ópera.

## Resumen y ordenación

### Resumen
La historia del Satiricón, concretamente de la versión actualmente en circulación, se puede estructurar, según los estudiosos franceses Hubert Zehnacker y Jean-Claude Fredouille.
Las «primeras aventuras» (capítulos I a XXVI) revelan una acción ya en curso que transcurre en primer lugar en una ciudad costera de la región de la Campania, tal vez Pozzuoli. Tras haber escuchado al orador Agamenón discurrir acerca de la elocuencia y la educación, el narrador, Encolpio, descubre que su compañero Ascilto se ha ido, y de regreso a casa se pierde y llega a un lupanar que resulta ser una infame caupona donde encuentra a Ascilto, con el que se bate por la propiedad en exclusiva del joven Gitón. Encolpio y Ascilto, que robaron un abrigo, tratan de revenderlo en el mercado. Ven en las manos de un comerciante una vieja túnica que hubieron perdido anteriormente y en cuyo revestimiento escondieron sus monedas de oro. Tratan de intercambiar el abrigo por la túnica, sin darse cuenta de que al poco tiempo, en su errancia, interrumpen al esclavo de una sacerdotisa de Príapo en la ejecución de un sacrificio. De vuelta a casa, donde Gitón los espera para la cena, Psique, criada de la sacerdotisa de Príapo Cuartila, ha acudido para acusarlos de haber perturbado el sacrificio que su ama ofrecía a Príapo, ofendiendo así al dios. Cuartila se presenta en ese momento y pide compensación. Los manda latiguear, haciéndoles jurar que callarán los misterios del dios que presenciaron en el templo. A continuación, obliga al adolescente Gitón a desflorar ante sus ojos a una niña de siete años llamada Paníquide, sobre una alfombra a ras de suelo colocada por su doncella. El trío de amigos logra escapar, tras lo que una esclava de Agamenón les recuerda que están invitados a cenar en casa de Trimalción.
Comienza entonces la Cena de Trimalción (Cena Trimalcionis, Capítulos XXVII a LXXVIII): el trío protagonista se encuentra tras invitación en casa del liberto sirio Trimalción, que posee una suntuosa vivienda, descrita con detalle por el narrador. La cena es igualmente referida con minuciosidad, tanto los diferentes y exóticos platos como los propósitos de su anfitrión y el resto de invitados. Divertimentos de toda clase avivan la noche: bailes, acróbatas y narraciones de todo tipo se siguen unas a otras. Cuando el marmolista Habinnas hace su entrada, todos los asistentes están ya ebrios. Tras la llegada de los esclavos, Trimalción hace lectura de su testamento y describe su monumento funerario. Entonces, todos los convidados acuden a los baños, donde Trimalción cuenta la historia de su vida anterior como esclavo hasta que se emancipó. Ascilto aprovecha la somnolencia de Encolpio para sodomizar a Gitón, y logra convencerle para que parta con él. Al darse cuenta de la desaparición de Gitón, Encolpio abandona a su vez la casa de Trimalción.
La tercera sección relata la «infidelidad y vuelta de Gitón» (capítulos LXXIX a XCIX): Gitón va en la compañía de Ascilto, lo que provoca la desesperación de Encolpio. Éste se reúne entonces en una galería de cuadros (una pinacoteca) con el poeta de baja estofa Eumolpo. Hablan de algunos cuadros cuyos significado se le escapa. El poeta le refiere discursos obsoletos y pesimistas, tras lo que recita para él un poema acerca de la conquista de Troya. Encolpio se topa de nuevo con Gitón y junto con Eumolpo, se embarcan en el primer navío que sale con destino.
En la cuarta parte del texto, «la navegación» (secciones C a CXXV), los tres amigos se enteran de que el barco pertenece a Licas, antiguo amo de Encolpio y Gitón. La esposa del capitán, Trifena, se apropia de Gitón, haciéndole amante suyo. Gitón quiere a estas alturas castrarse, y mientras Licas, capitán del barco, discurre acerca de las falsas creencias del mundo y la doctrina de Epicuro, tratan entonces de escapar, pero son capturados de nuevo. Tras una pelea general, todos se reconcilian. Escuchan la fábula de La Matrona de Éfeso narrada por Licas. Pero pronto estalla una tormenta y el barco se hunde. Los tres amigos nadan hasta una playa cerca de la ciudad de Crotona. Aprenden que los captores de testamentos están allí fuera de control. Interesados por este modo sencillo de hacer algo de dinero, deciden profundizar más en el tema. Eumolpo declama después un poema sobre la guerra civil romana.
La última parte narra las aventuras de Encolpio y Circe. Para ganarse la vida en Crotona, Encolpio se prostituye. Se reúne con una mujer miembro de una familia de patricios y vecina de Crotona, Circe (capítulos CXXVI a CXLI): sus encuentros amorosos son descritos en detalle, así como la insuficiencia eréctil sufrida por Encolpio y los correspondientes reproches de Circe. Creyendo ser víctima de un hechizo de Príapo, Encolpio pide consejo a Proseleno, sacerdotisa de este dios. Ella lo golpea con su escoba después de recitar una letanía pero el hechizo no se rompe. Encolpio decide después buscar tratamiento en Enotea, también sacerdotisa de Príapo. Esta última le introduce en el ano un fascinum [nota 2] de cuero recubierto de aceite y pimienta y a continuación, sacude su pene con un manojo de ortigas verdes. Encolpio ve su falo de nuevo vigorizado.
Fragmentos, muy desarticulados, siguen a estas aventuras y de nuevo vuelven al episodio sobre los captores de testamentos en Crotona. Se desconoce cómo termina la novela.

### Ordenación
El Satiricón es un «agregado de fragmentos dispersos o ideados para adaptarse a la traducción manuscrita». Según Louis de Langle, el texto del que disponemos consta de tres partes: la primera y la última relatan las aventuras de Encolpio y sus amigos, la segunda, que es «un aperitivo» en cierto modo, describe un banquete que ofrece el liberto Trimalción. Sin embargo, como observa Pierre Grimal, el texto publicado hoy bajo el nombre Satiricón «no es toda la obra, sino una colección de fragmentos, transmitidos por diferentes manuscritos y dispuestos de acuerdo con criterios de verosimilitud orientados a reconstruir, de alguna manera, el resto de la novela y a extraer una trama». El fragmento más extensible es la fiesta en casa de Trimalción (o Trimalchion), que basta por sí solo para considerar la autoridad de Petronio como autor.
El relato transcurre en primer lugar en Campania, en una ciudad no especificada cerca de Nápoles, Pompeya o tal vez Oplontis, incluso Herculano y, finalmente, en Crotona.

## Autor
El «quaestio Petroniana» (es decir, el debate sobre la identidad de Petronio y la asignación a éste del Satiricón) ha dado pie a numerosas teorías. Según André Daviault, las investigaciones tienden a demostrar que en la mayoría de ellas, el Petronio autor del Satiricón es Tito Petronio Niger. Hubert Zehnacker y Jean-Claude Fredouille insisten en que «la personalidad de Petronio es tan poco conocida como la época en que vivió». Existen dos teorías mayoritarias respecto a esto: una primera que sitúa a Petronio, autor del Satiricón, bajo el reinado de Nerón, mientras que la segunda lo emplaza después del emperador, ya sea en la dinastía Flavia (69-96) o bien en la Antonina (96-192). La edición revisada de Félix Gaffiot distingue en la sección «Resumen de autores y obras citados» entre Tito Petronio, cortesano de Nerón y Petronio Arbiter, autor del Satiricón.

### «Petronio» de la época de Nerón
Existen varias personalidades de prestigio de nombre «Petronio» en el s. I, época en que se data la composición de la novela. Sin embargo, parece que el autor, que firma el texto con el nombre «Petronio Arbiter», fuera muy probablemente un tal Cayo (o Tito en ocasiones) Petronio Níger (o incluso: Cayo Petronio según Jean-Claude Feray),. gobernador de Bitinia, y luego cónsul sustituto (consul suffectus) en 61 o 62, según Hubert Zehnacker y Jean-Claude Fredouille. El historiador Tácito cita a Petronio Arbiter, que lo describe como un personaje «voluptuoso, lleno de refinamiento y despreocupado»; convertido en amigo y protegido de Nerón, en la corte pasa por un «árbitro de la elegancia» (elegantiae arbiter en latín). El término indica una personalidad esteta. También de acuerdo con Tácito, parece que, posteriormente, Petronio cayó en desgracia por un rival, el prefecto del pretorio Tigelino, que recelaba de él. Tras haber dictado, durante un viaje de Nerón en Campania, una historia acerca de la depravación del emperador, parece que Petronio se suicidó en Cumas en el año 67 bajo una actitud arrogante, fiel a su reputación. Es de suponer que se abrió las venas en el baño, después de haber enviado su historia satírica a Nerón Según Tácito, en efecto, antes de morir, Petronio compuso una descripción de los floridos excesos de Nerón y se la hizo enviar bajo pliegue sellado. La identidad de este personaje histórico y el autor del Satiricón se presenta como una certeza en el XVI siglo por Pierre Pithou, quedando tan solo las teorías defendidas por la mayoría de los especialistas modernos. Hubert Zehnacker y Jean-Claude Fredouille consideran que Petronio sí vivió bajo la dinastía Julio-Claudia y que el Satiricón fue escrito al final de la época del emperador Nerón. Pierre Grimal también apoya esta teoría, «todas las alusiones contenidas en el Satiricón nos llevan al momento de los emperadores Julio-Claudios. La explicación de Tácito hace referencia a una obra de libertinaje, un recuerdo bastante distorsionado del Satiricón». Y añade que, con toda probabilidad, la obra tuvo que ser puesta en el Index y sería completamente inaccesible en la época de Tácito. Muy probablemente, sería una sátira de las costumbres del príncipe Nerón censurada durante su mandato.

### «Petronio» de la dinastía flavia
La teoría de René Martin (seguida y reforzada por S. Ratti), según la cual el autor vivió después de la época de Nerón, es también muy susceptible de ser considerada, y se basa en motivos literarios y textuales de la propia novela. Sus relatos, especialmente el Satiricón, debido al contexto político-social que presenta, son en definitiva las únicas pruebas de su existencia. Para él, es muy verosímil que el Satiricón fuera una parodia de Silio Itálico (26-101), autor de las Punica; sin embargo esta tesis es rechazada por François Ripoll. Mediante el estudio de los componentes métricos que constituyen el poema Bellum Ciuile del Satiricón, Weijong Yeh ha demostrado en efecto que es heredera de Silio; por lo que sitúa la novela en la época de Domiciano. Petronio recuperaría la corriente literaria de la epopeya flavia y principalmente la de las Punica de Silio. Esta hipótesis permitiría fechar la composición de la novela hacia la mitad o incluso el final de la dinastía flavia. Siempre según Martin, Petronio habría vivido bajo los flavios, y habría sido un hombre libre, o el hijo de un cónsul, a su vez antiguo liberto. El Satiricón transcurre de hecho bajo Claudio o Nerón, pero ello desde luego no confirma que Petronio fuera un escritor de este período de la historia romana, ya que la época de la narración puede ser distinta a la de su escritura.

### Otras teorías
El debate sobre la identidad del autor se une a otras controversias, a saber: la del período descrito en la novela, que depende de la fecha de escritura y publicación. De acuerdo con René Martin, el Satiricón plantea más preguntas de las que resuelve, por lo que el crítico literario, así como el lector, deben ser cautelosos a la hora de confrontar este texto. Uno de los primeros traductores de Petronio al francés, Jean-Nicolas-Marie Deguerle, por ejemplo, tituló uno de los comentarios que lo consagran: «Investigaciones escépticas sobre el Satiricón y su autor». René Martin hace la suposición de que en 1975 la composición del relato surge del contexto flavio, y se lleva a cabo más concretamente bajo Domiciano. Ya en Voltaire se encuentran dudas sobre esto.
Existen otras teorías, más marginales. Quien firma la novela bajo el nombre de «Petronius Arbiter» no respondería más que a un anonimato, y no a Petronio Níger. Los partidarios de la tesis de que el autor no es Petronio también se basan en varios argumentos históricos o literarios. Por un lado, si la historia transcurre durante el mandato de Nerón, parece que Petronio hubiera desaparecido desde hace más de cincuenta años. El retrato del eventual autor, siguiendo las fugaces apariciones que hace en la novela, es el de un hombre bien introducido en el mundo literario de la época pero probablemente de origen servil (o, en todo caso, un esclavo liberado), ya que utiliza el lenguaje y las preocupaciones familiares específicos a esta categoría social. Podría tratarse de uno de esos libertos que sirven como lector (lector, «secretario» de un amo) a figuras importantes de Roma. Una reciente hipótesis propuesta por René Martin y repetida por el historiador Maurice Sartre considera que el autor del Satiricón fue el secretario de Plinio el Joven (h. 61-114), descrito por este último como una persona a la vez grave y fantasiosa. El lector de Plinio se llama de hecho, y extrañamente, Encolpio, igual que el narrador del Satiricón, un nombre cuando menos extraño en aquella época. Por tanto, sería posible que el verdadero autor del Satiricón fuera este Encolpio, esclavo liberado y al servicio de Plinio el Joven. Otra teoría desarrollada por Sidonio Apolinar, autor del siglo V, convierte al autor en un habitante de Marsella (antiguamente, Masalia). «Esta ciudad es de hecho conocida en la época por sus costumbres pederastas», y el relato parece que podría enmarcarse así. Jean-Claude Feray ve esta hipótesis más plausible en cuanto a la identidad del autor del Satiricón. Esta tesis también es compartida por uno de los traductores Petronio en francés, Louis Langle: a partir del marco geográfico de la narrativa y, en particular, la de un «fragmento corto de un libro perdido, ha establecido que al menos uno de los episodios de la novela tenía esta ciudad  como escenario». Louis de Langle, sin embargo, va más allá: el Satiricón, conjunto de fragmentos que la historia ha puesto en común, sería el trabajo de varios autores diferentes. Identifica al menos tres instancias autorales, en particular en Las aventuras de Encolpio, que presentan «fragmentos de inspiración y valor muy diferentes»; los capítulos relacionados con el culto a Príapo, la historia de Cuartila, y tal vez el de la sacerdotisa Enotea pertenecerían a un autor relativamente nuevo.

## Poética

### La inspiración milesia
Con el Satiricón de Petronio, «el latín vulgar alcanza masivamente el estatus de lengua escrita», explican Hubert Zehnacker y Jean-Claude fredouille. Las cinco novelas griegas conservadas hasta hoy (Leucipe y Clitofonte de Aquiles Tacio, Quéreas y Callírroe de Caritón, Etiópicas o Teágenes y Cariclea de Heliodoro, Dafnis y Cloe de Longo de Lesbos, Efesíacas o Habrócomes y Antía de Jenofonte de Éfeso, entre las principales conservadas) son de fecha cercana a la asignada al Satiricón —incluso con posterioridad a la obra de Petronio. Sin embargo, el papiro más antiguo de una novela griega (los cuatro fragmentos de la Nino y Semíramis) está fechado en el siglo I. Se considera como fundador de esta tradición al escritor griego Arístides de Mileto (h. 100 a. C.), autor de Fábulas de Mileto (Milesiaka o Fabulae Milesiae) traducida al latín por Sisenna (quizás el historiador Lucio Cornelio Sisenna). Petronio extraería así su idea de insertar historias (como La matrona de Éfeso) directamente de la obra de Arístides. El carácter pornográfico de algunos episodios tendría a su vez como antecedente la tradición de los Priapeos, poemas latinos dedicados a Príapo, dios que aparece de hecho en la novela. Aldo Setaioli menciona la posibilidad de que el fragmento, descubierto en 2009, llamado El libro de Yolao, sería una suerte de «Satiricón griego», que Petronio habría tomado como referencia.
André Daviault ha mostrado los elementos con que el autor del Satiricón asimila la tradición milesia; el texto es de hecho una «historia icónica de la milesia, un tipo de historia de Arístides de Mileto del siglo II a. C. y del que sabemos por diversos testimonios que consistía en relatos eróticos cortos, contados en modo licencioso y destinados al entretenimiento, y que se publicaban colectivamente en una colección. El relato La Matrona de Éfeso de Petronio se considera generalmente la muestra más representativa de este tipo de literatura». Maryline Parca habla de «la ambigüedad constante del Satiricón, su inscripción simultánea en lo serio y la parodia, el realismo y la fantasía». A este respecto, considera que la novela es heredera de varias tradiciones literarias. Así, los cuentos El efebo de Pérgamo y La matrona de Éfeso permitirían establecer un vínculo entre la historia de Petronio y el modelo conocido como milesio, cuyas Fábulas milesias (Μάηπαχά) son el prototipo. El Satiricón ofrece rasgos genéricos específicos del modelo de inspiración griega: interés en lo popular, concisión formal, gusto por las andanzas eróticas y la finalidad exclusivamente cómica. El modelo milesio en sí es paródico: tiende a darle la vuelta a algunos episodios de las Metamorfosis de Ovidio, bajo la forma de cuentos inmorales y escandalosos, característica que también se encuentra en Apuleyo. Macrobio compara de hecho a Petronio con Apuleyo. Maryline Parca llega a la conclusión de que la influencia de este modelo en Petronio se nota especialmente en la ausencia, durante el curso de la narración, de cualquier preocupación moral. En su «explotación cínica de la propensión humana a las andanzas eróticas», el Satiricón es heredera de la tradición de la novela griega de aventuras.

### Novela antigua
El Satiricón se ciñe al género literario que Macrobio define con la expresión: argumenta fictis casibus amatorum referta («historias llenas de aventuras imaginarias que ocurren a unos amantes», en su Comentario al Sueño de Escipión, 1, 2, 8). Así que esta es una nueva mezcla de andanzas y aventuras. Sin embargo, la denominación de novela es, según Michel Dubuisson, anacrónica ya que «tradicionalmente se refiere a un conjunto de obras griegas muy estereotipadas, muy artificiales». Según Aldo Setaioli, sería más pertinente denominar este género «literatura narrativa antigua». Varios elementos, además de su origen milesio, dan pie para considerar una auténtica novela, aunque antigua. El Satiricón, que incluye la etapa del banquete de Trimalción, prefigura, según Paul Thomas, la novela picaresca. Erich Auerbach, en un análisis del concepto de representación de la realidad en la literatura grecolatina, considera a Petronio como «el paradigma máximo del realismo en la Antigüedad». Cita en particular el episodio de la cena de Trimalción como el momento de la literatura antigua más cercano a la representación moderna de la realidad. Al contrario, Florence Dupont considera que la estética del Satiricón es una reescritura de El banquete de Platón, en modo fantástico, e incluso «fantasmático». Finalmente, la puesta en escena de personajes de una condición extremadamente modesta, así como el lenguaje utilizado, muy popular, hace también pensar en el género griego del mimo tal y como aparece en los «mimiambos» de Herondas, con temas similares a los de Petronio.
La poética del Satiricón se basa en los temas típicamente novelescos de la errancia y la pérdida de referentes. La casa de Trimalción, que es equivalente a una laberinto, parece funcionar en la novela como una metáfora de toda la obra, como el dédalo en el que «el lector, encerrado junto al narrador, se esfuerza por encontrar una salida». Petronio «revisita el pasado, es decir, toma prestado de todos los géneros literarios preexistentes, pero lo hace con ironía. Juega a «deconstruir» mediante la parodia todos los sistemas de valores que estos diferentes géneros proponen, pero no parece guiarse en ello por ninguna ideología propia», porque no hay una moral que se proponga como sustituta. El héroe Encolpio no permite la identificación mínima del lector y todo parece estar concebido con el fin de no ofrecer ningún acompañamiento al lector tipo. Esta imagen implícita del supuesto Petronio G. B. es la que Conte llama el «autor oculto». Según Eugen Cizek, el Satiricón es no solo la síntesis de experiencias estructurales previas, sino también su superación: constituye en este sentido una innovación literaria de la Antigüedad romana. Según André Daviault, Petronio podría considerarse el primer novelista europeo.

### Forja: parodia y superación
Para los autores antiguos, la narrativa se entendía como perteneciente a la novela de aventuras amorosas. A finales del siglo XIX, Richard Heinze (Petron und der griechische Roman, 1899) ve en el Satiricón una parodia de la novela erótica griega. Según él, Petronio trataba de desacralizar temas y tópicos griegos. Viene a asumir la existencia de una novela paródica griega anterior a Petronio y a partir de la cual este habría estructurado el Satiricón. Macrobio, al igual que el emperador Juliano, componen de hecho escritos sobre Petronio y Apuleyo como escritores de novelas románticas. La definición de Macrobio fue «forjada por la referencia a novelas eróticas griegas. Macrobio llama a las historias contadas por Petronio y Apuleyo «intrigas llenas de aventuras imaginarias de unos amantes», tal y como recuerda Aldo Setaioli. Petronio probablemente utilizó fuentes griegas y latinas anteriores a él, pero sería él quien forjara una obra sin precedentes, desafiando la poética tradicional. La novela de Petronio es algo más que una parodia; es «más bien una obra maestra literaria absoluta que (...) no conoce un equivalente exacto en la Antigüedad. (...) La parodia y la desacralización son elementos fundamentales en esta obra única», afirmación que, sin embargo, conviene matizar. La parodia del género narrativo es claramente reconocible en el Satiricón, pero no se puede entender sin la degradación de los modelos de la gran literatura (tragedia y épica, en el sentido aristotélico). Hay varias escenas que sugieren este hecho, pero es especialmente el amor homosexual entre los dos protagonistas, «una de las diferencias notables entre Petronio y la novela griega», lo que permite a Aldo Setaioli referirse a la novela romántica griega en términos de «el anti-modelo, o al menos, un anti-modelo para la obra de Petronio».

## Historia
El título original es P.A. Satiricon libri. Las iniciales corresponden al autor, Petronius Arbiter. Parece que la novela fue muy popular ya que tanto Quintiliano como Tácito escribieron comentarios sobre la misma.
El texto sobrevivió a la Edad Media, aunque escondido de la vista pública debido al tema y a sus orígenes paganos. Hasta 1664 no estuvo disponible la primera edición, que incluía la fiesta de Trimalción, para el público general gracias a los esfuerzos de Pierre Petit. Poco después El Satiricón fue traducido a varias lenguas y se convirtió en uno de los bestsellers de la literatura occidental.
La lectura del Satiricón influyó en las obras de Don Juan Manuel, autor de El conde Lucanor.

## Influencia en el mundo moderno
- En 1895 Henryk Sienkiewicz escribió la novela Quo vadis?, en que Petronio es uno de los personajes principales.
- En 1934 el pintor del fauvismo André Derain grabó a buril 36 ilustraciones para una edición del libro, a petición del marchante Ambroise Vollard. Finalmente la obra no vio la luz hasta 1951, en una tirada numerada de unos 300 ejemplares, si bien en 1959 se lanzó otra edición, más amplia y asequible, que todavía circula por el mercado.
- En 1969 la novela sirvió de inspiración para la película surrealista Satyricon del cineasta italiano Federico Fellini, y para la última obra escrita por el compositor y director de orquesta italiano Bruno Maderna, Satiricón (1973).

### Ediciones deSatyriconen francés
- Pétrone (2002). «XLVII». Le Satiricon (Alfred Ernout, trad.). Paris: Les Belles Lettres. p. 217. ISBN 978-2-251-01138-7. Archivado desde el original el 22 de marzo de 2016. Consultado el 3 de marzo de 2017.
- Pétrone (1995). Le Satiricon (Alfred Ernout, trad.). 589. Le Livre de Poche. p. 181. ISBN 9782253236559.
- Pétrone (1969). Satiricon (Pierre Grimal, trad.). Folio classique. Gallimard. p. 521. ISBN 2-07-036070-9.
- Pétrone (1995). Satiricon (Géraldine Puccini, trad.). Paris: Arléa. ISBN 2-86959-242-6.
- Pétrone (1981). Satyricon (Laurent Tailhade, trad.). 357. Paris: Garnier-Flammarion. p. 279.
- Louis de Langle (1923). L'œuvre de Pétrone : le Satyricon. Les maîtres de l'amour. Paris: Bibliothèque des curieux. p. 305.
- Pétrone (1910). Pétrone (Laurent Tailhade, trad.). Paris: Louis Conard.
- Pétrone (1993). Satyricon (Françoise Desbordes, trad.). Flammarion. p. 275. ISBN 2080703579.
- Pétrone (2001). Satiricon (Olivier Sers, trad.). Classiques en poche bilingue. Paris: Les Belles Lettres. p. 332. ISBN 978-2-251-79965-0.
- Pétrone (1861). Satyricon (Charles Héguin de Guerle, trad.). Paris: Édition Garnier frères.
- Pétrone (2000). Encolpe et Giton, ou le Satyricon de Pétrone moins le festin chez Trimalcion. Quintes-Feuilles. ISBN 9782951602304.

### Monografías
- Hendrik Van Gorp; Dirk Delabastita (2005). Dictionnaire des termes littéraires. Paris: Honoré Champion. p. 533. ISBN 978-2745313256.
- Marcos Carmignani (2011). El Satyricon de Petronio. Tradición literaria e intertextualidad.   Córdoba: UNC. p. 408. ISBN 978-950-33094-6-9
- Gian Biagio Conte (1996), The Hidden Author: An Interpretation of Petronius' Satyricon (Sather Classical Lectures 60). Berkeley: University of California Press. p. 226. ISBN 9780520207158.
- Florence Dupont (1977). Le plaisir et la loi. Textes à l'appui. Histoire classique 126. F. Maspero. p. 202. ISBN 9782707108814.
- Félix Gaffiot; Catherine Magnien (1997). Gaffiot. Livre de poche. Hachette. pp. 628. ISBN 978-2253050766.
- Pierre Grimal (1977). La guerre civile de Pétrone dans ses rapports avec la Pharsale. Paris: Les Belles Lettres.
- René Martin (1999). Le Satyricon de Pétrone. Textes Fondateurs. Ellipses. pp. 175. ISBN 2729878092.
- The Satyricon of Petronius : a literary study (en inglés). Londres: Faber and Faber. 1968. ISBN 0-571-0825-9-9.
- Paul Thomas. Pétrone. Bruxelles: Édition du Flambeau. p. 91.
- Émile Thomas. L'Envers de la Société romaine. Paris: Fontemoing.
- Joël Thomas (1986). Le dépassement du quotidien dans l'Énéide, les Métamorphoses d'Apulée et le Satiricon. Paris: Les Belles Lettres.
- Etienne Wolff (1997). Le roman grec et latin. Thèmes & études. Ellipses. ISBN 2-7298-9760-7.
- Peter Habermehl (2006). Petronius, Satyrica 79-141. Tübingen et al.: de Gruyter. ISBN 978-311-018533-1.
- Wei-jong Yeh (2007). Structures métriques des poésies de Pétrone : pour quel art poétique?. Bibliothèque d'études classiques 52. Peeters. p. 659. ISBN 9782877239851.
- T. Ragno, Il teatro nel racconto. Studi sulla fabula scenica della matrona di Efeso, con un’introduzione di G. Cipriani, Bari : Palomar, 2009 (570 pp.) [ISBN 9788876002588]
- Pascal Quignard (1994). «Pétrone et Ausone». Le sexe et l'effroi. Folio. Gallimard. pp. 147-157. ISBN 2-07-040002-6.

### Publicaciones

#### SobreSatyricon
- Gaston Boissier (1874). «Un Roman de mœurs sous Néron : le Satiricon de Pétrone». Revue des Deux Mondes 6: 320-348.
- Louis Callebat (1974). «Structures narratives et modes de représentation dans le Satyricon de Pétrone». Revue des Études Latines 52: 283-284.
- André Daviault (2001). «Est-il encore possible de remettre en question la datation néronienne du Satyricon de Pétrone ?». Phoenix (Classical Association of Canada) 55 (3/4): 327-342.
- Michel Dubuisson (1993). «Aventure et aventuriers dans le Satiricon de Pétrone». Les Cahiers des paralittératures (pdf) (5). Archivado desde el original el 3 de marzo de 2016.
- Jean-Christian Dumont (1990). «Le décor de Trimalcion». Antiquité T. 102 (2): 959-981. doi:10.3406/mefr.1990.1696.
- Julia Fisher (1976). «Métaphore et interdit dans le discours érotique de Pétrone». Cahiers des Études Anciennes 5: 5-15.
- Johana Grimaud (février 2010). «Les jeunes gens dans le Satyricon». Camenulae (pdf) (4). Archivado desde el original el 3 de marzo de 2016. Consultado el 3 de marzo de 2017.
- René Martin (1975). «Quelques remarques concernant la date du Satiricon». Revue des Etudes latines LIII: 182-224.
- René Martin (2001). «Qui a (peut-être) écrit le Satyricon ?». Revue des Etudes latines 78: 139-163.
- Maryline Parca (1981). «Deux récits milésiens chez Pétrone (Satyricon, 85-87 et 111-112)». Revue belge de philologie et d'histoire 59: 91-106. doi:10.3406/rbph.1981.3317. Consultado el 23 juin 2011.
- Stéphane Ratti, « Le monde du Satyricon et la maison de Pline le Jeune », Anabases, 13 | 2011, 79-94 (lire en ligne).
- François Ripoll (2002). «Le Bellum Ciuile de Pétrone : une épopée flavienne ?». Revue des Etudes anciennes 104: 163-184. Archivado desde el original el 3 de marzo de 2017. Consultado el 3 de marzo de 2017.
- Maurice Sartre (novembre-décembre 2002). «Mais qui a vraiment écrit le Satyricon ?». Hors-série de la revue l'Histoire (264).
- Paul-Marie Veyne (1964). «Le « Je » dans le Satyricon». Revue des Etudes latines 42: 301-324.
- Danielle Van Mal-Maeder (2010). «Les beaux principes». Ancient Narrative (pdf) (Université de Lausanne, Groupe strasbourgeois des études latines (GSEL)) 10. Archivado desde el original el 11 de septiembre de 2011.
- Dominique Lanni (2005). «Pétrone au bûcher. L'édition avortée du Satyricon de Jean-Gabriel La Porte du Theil: un exemple des enjeux, mécanismes et paradoxes de la censure des éditions savantes au tournant des Lumières (1796-1800)». Censure, autocensure et art d'écrire: de l'antiquité à nos jours. Interventions. Bruxelles: Éditions Complexe. pp. 205-216. ISBN 9782804800284.
- René Martin (2006). «Le Satyricon peut-il être une œuvre du II ?». Aere perennius (Hommage à Hubert Zehnacker). Presses de la Sorbonne. pp. 603-610.
- Antonio Gonzalès (2008). «Quid faciant leges, ubi solia pecunia regnat. Affranchis contre pauvres dans le Satyricon de Pétrone ?». La fin du statut servile ? Affranchissement, libération, abolition. Hommage à Jacques Annequin. Presses Universitaires de Franche-Comté et Institut des sciences et techniques de l'Antiquité. ISBN 9782848672250.
- Jocelyne Le Ber (enero de 2008). «L’École des veuves, une métamorphose de la Matrone d’Éphèse». Analele Universitatii Stefan cel Mare. Série Filologie, B : Literatura 14. Suceava: Editura Universitatii din Suceava. pp. 153-159. ISSN 1584-2886.

#### Contexto histórico y literario
- Géraldine Puccini-Delbey (2004). «Présence-Absence de la figure du 'Lector' dans les romans latins de l’époque impériale». Cahiers de Narratologie 11.
- Aldo Setaioli (2009). «L'amour romanesque entre idéal et parodie : les romanciers grecs et Pétrone». Rursus (4).
- Hubert Zehnacker; Jean-Claude Fredouille (2005). «Pétrone». Littérature latine. Quadrige manuels. Presses Universitaires de France. pp. 247-251. ISBN 2-13-055211-0.
- Gareth L. Schmeling; Johanna H. Stuckey (1977). «A bibliography of Petronius». Mnemosyne (en inglés) 39. Brill Archive. ISBN 9789004047532.